# Adriana Caselotti
Adriana Caselotti est une actrice américaine née le 6 mai 1916 à Bridgeport, Connecticut (États-Unis) et morte le 18 janvier 1997  à Los Angeles (Californie).
Elle est surtout connue pour avoir interprété Blanche-Neige, la Princesse Disney de Blanche-Neige et les Sept Nains en 1937.

## Biographie
Adriana Caselotti naît à Bridgeport dans le Connecticut dans une famille américaine d'origine italienne. Adriana Caselotti se marie quatre fois : avec Robert Chard de 1945 à 1949, avec Norval Witchell de 1952 à 1972, avec Louis Dana de 1972 à 1982, et avec Florian St. Pierre de 1989 jusqu’au divorce en 1993 .
En 1936, elle est auditionnée parmi 150 jeunes filles pour le rôle de Blanche-Neige, qui devait être selon le souhait de Walt Disney très jeune. Elle venait d'avoir ses 20 ans, toutefois la qualité de sa voix juvénile a conquis Walt Disney. En 1938 elle poursuit Walt Disney, l'accusant d'avoir violé son contrat en tirant des disques du film sans son consentement.  Elle meurt à la suite d’une insuffisance respiratoire et d’un cancer du poumon en 1997.
Elle est nommée Disney Legend en 1994.

## Filmographie
- 1935 : La Fugue de Mariette (Naughty Marietta) de Robert Z. Leonard et W. S. Van Dyke : Dancing Doll
- 1937 : L'Inconnue du palace (The Bride Wore Red) : First Peasant Girl
- 1937 : Blanche-Neige et les Sept Nains (Snow White and the Seven Dwarfs) : Blanche-Neige (voix)
- 1939 : Le Magicien d'Oz (The Wizard of Oz) de Victor Fleming : Juliet (voix)
- 1946 : La vie est belle (It's a Wonderful Life) : Singer at Martini's